# Circuito de Getxo 2020
Il Circuito de Getxo-Memorial Hermanos Otxoa 2020, settantacinquesima edizione della corsa e valevole come evento dell'UCI Europe Tour 2020 categoria 1.1, si svolse il 2 agosto 2020 su un percorso di 177 km, con partenza e arrivo a Getxo, in Spagna. La vittoria fu appannaggio dell'italiano Damiano Caruso, il quale completò il percorso in 4h11'09", alla media di 42,29 km/h, precedendo il connazionale Giacomo Nizzolo e lo spagnolo Eduard Prades.
Sul traguardo di Getxo 99 ciclisti, su 124 partenti dalla medesima località, portarono a termine la competizione.

## Squadre e corridori partecipanti
| N.    | Cod. | Squadra                |
| ----- | ---- | ---------------------- |
| 1-7   | CJR  | Caja Rural-Seguros RGA |
| 11-17 | EUK  | Euskaltel-Euskadi      |
| 21-27 | EKQ  | Equipo Kern Pharma     |
| 31-37 | DMP  | Nippo Delko Provence   |
| 41-47 | MOV  | Movistar Team          |
| 51-56 | KMT  | Bahrain-McLaren        |
| 61-67 | BBH  | Burgos-BH              |
| 71-77 | TFS  | Trek-Segafredo         |
| 81-87 | UAD  | UAE Team Emirates      |

| N.      | Cod. | Squadra                     |
| ------- | ---- | --------------------------- |
| 91-97   | EFP  | Efapel                      |
| 111-117 | KMT  | Kometa Xstra Cycling Team   |
| 121-127 | NTT  | NTT Pro Cycling Team        |
| 131-137 | WVA  | Bingoal-Wallonie Bruxelles  |
| 141-147 | TNN  | Team Novo Nordisk           |
| 151-157 | GIO  | Gios-Kiwi Atlántico         |
| 161-167 | CDF  | Feirense                    |
| 171-177 | IWD  | Work Service Dynatek Vega   |
| 181-187 | ANS  | Androni Giocattoli-Sidermec |

## Ordine d'arrivo (Top 10)
| Pos. | Corridore       | Squadra    | Tempo    |
| ---- | --------------- | ---------- | -------- |
| 1    | Damiano Caruso  | Bahrain-M. | 4h11'09" |
| 2    | Giacomo Nizzolo | NTT        | a 1"     |
| 3    | Eduard Prades   | Movistar   | s.t.     |
| 4    | Jon Aberasturi  | Caja Rural | a 3"     |
| 5    | Jasper Stuyven  | Trek       | s.t.     |
| 6    | Pello Bilbao    | Bahrain-M. | s.t.     |
| 7    | Charles Planet  | Novo Nor.  | s.t.     |
| 8    | Mauro Finetto   | Nippo      | a 7"     |
| 9    | Eliot Lietaer   | Bingoal    | s.t.     |
| 10   | Miguel Flórez   | Androni    | s.t.     |